# Lin Shidong
Pour les articles homonymes, voir Lin.
Dans ce nom chinois, le nom de famille, Lin, précède le nom personnel Shidong.
Lin Shidong, né le 18 avril 2005 à Danzhou dans la province du Hainan, est un pongiste chinois. Il devient n°1 mondial en février 2025.

## Biographie
Il est champion de Chine en 2020 dans la catégorie cadet et la catégorie junior.
Son premier titre sur la scène internationale est le WTT Feeder 2022 de Budapest. La même année il réalise une suprématie en remportant tous les titres possibles aux championnats du monde junior en simple, par équipes, double messieurs avec Chen Yuanyu et double mixte avec Kuai Man,.
En 2023, il remporte le WTT Contender de Amman en gagnant en finale contre Dimitrij Ovtcharov par 4 set à 0. Il perd en finale du WTT Feeder de Amman face à Cao Wei et en finale du WTT Star Contender de Goa contre Liang Jingkun.
Avec Kuai Man en double mixte, ils s'adjugent les WTT Feeder de Amman et de Doha ainsi que les WTT Contender de Amman, Doha et Durban. Enfin ils sont médaillés de bronze aux championnats du monde 2023 à Durban, après leur défaite contre la paire japonaise Tomokazu Harimoto/Hina Hayata. Tous ces résultats leurs permettent d'être la 4e paire mondiale en septembre 2023.
Il est sponsorisé par la marque Butterfly. Il est le 12e joueur mondial en senior et le 1er joueur mondial en jeune en septembre 2023.
Il est parfois surnommé "Mini Fan Zhendong" en raison de son style explosif semblable à celui de son compatriote, champion du monde et champion olympique. Le surnom de ce dernier étant "Xiao Pang" (l'équivalent mandarin de "Little Fatty" en anglais), Lin, plus jeune que lui, a hérité du surnom "Xiao Xiao Pang" ("Little Little Fatty").

## Palmarès

### 2022
- Champion du monde junior en simple, double messieurs, double mixte et par équipe à Tunis.

### 2023
- Vainqueur du WTT Contender Amman 2023 - simple messieurs.
- Champion du monde junior en simple, double messieurs, double mixte et par équipe à Nova Gorica.

### 2024
- Vainqueur du WTT Contender d'Almaty 2024 - simple, double messieurs et double mixte
- Vainqueur du WTT Champions de Macao 2024 en simple messieurs
- Vainqueur du Grand Smash de Pékin en simple messieurs
- Vainqueur du WTT Contender de Mascate 2024 - simple et double mixte
- Vainqueur du WTT Champions de Francfort 2024 en simple messieurs